# Chaumont (Vaux-sur-Sûre)
Pour les articles homonymes, voir Chaumont.
Chaumont (en wallon : Tchâmont) est un hameau du village de Hompré dans la province de Luxembourg, en Belgique. Administrativement il fait aujourd'hui partie de la commune de Vaux-sur-Sûre  située en Région wallonne. Avant la fusion des communes de 1977, Chaumont faisait partie de la commune de Hompré.

## Situation et description
Chaumont est un petit hameau au milieu de la forêt ardennaise traversé par un petit affluent de la Sûre. Son habitat assez dispersé comptant une vingtaine d'habitations implantées au sein d'un vallon. La localité - sans lieu de culte - se trouve au sud de Grandru, un autre hameau de Hompré. Chaumont avoisine aussi les localités de Hollange (commune de Fauvillers) et Remoiville.

## Patrimoine
- Deux importantes fermes du XIXe siècle avec cour[2].

## Tourisme
Le hameau compte un hôtel (architecture contemporaine) situé sur la route menant à Grandru.